# ガンダムブレイカー
『ガンダムブレイカー』（GUNDAM BREAKER）は、バンダイナムコゲームスより発売された、PlayStation 3、PlayStation Vita用ゲームソフト。

## 解説
様々な場所を舞台にガンプラ同士の戦闘を描いたアクションゲーム。自分で自由にパーツを組み合わせてオリジナルのガンプラを作れるのが大きな特徴。頭・胴体・左右の腕・下半身・バックパックそれぞれに別の機体のパーツを付けられるほか、武器や装備も自由な組み合わせができる。ガンプラのスケールも様々であり、1/60サイズのガンプラへ1/144サイズのガンプラが挑戦することなどが可能である。
2013年3月14日からはBETA版が配信され、このセーブデータの一部は製品版に引き継ぐことができた。
同様にガンプラを扱ったアニメ作品の『ガンダムビルドファイターズ』（2013年10月 - 2014年3月放送）との連動キャンペーンも実施された。
PS Vita版はPS3版から4ヶ月遅れて発売されたが、PlayStation Network上にあらかじめセーブデータをアップロードしておき、PS3またはVitaにダウンロードするクロスセーブに対応している。
オリジナルカラーのPlayStation Vita本体と、ガンプラ2体（HGUC ガンダム、HGUC ザクII[オリジナルカラーVer.]）を封入した「スターターパック」も発売された。
PS Vita版においては、PS Vita TVでのプレイに対応している。また、標準のスクリーンショット機能は使用不可となっている。

## ストーリー
東京お台場にあるダイバーシティ東京で開催された「ガンダムグレートフロント」。そのイベントに参加した主人公は、イベント内でも最大級の熱狂を誇る「バトルライブ-G」の特別参加権を得る。
それは、ガンプラを動かす「ガンプラバトルシミュレータ」を使ったものであり、そのイベントは自身のガンプラを改良して最強のガンプラを作り出し、並み居る敵ガンプラを撃破、そして最大ターゲットとなるPG群を殲滅するというものだった。

## 登場人物

### 主要人物
主人公
本作の主人公。名前・顔・声などは設定されておらず、没個性となっている。バトルライブG内のアバターは初期は地球連邦軍の黄色いパイロットスーツを着た男性だが、ショップで購入することでジオンやエゥーゴの制服や女性アバターも選択できるようになる。
本作以降もガンダムブレイカーシリーズにおける主人公は没個性となっている。
隊長
声：松田健一郎
バトルライブG内の登場人物。あごひげを生やしている。主人公が所属するガンダムブレイカー隊の隊長。地球連邦軍のグレーの制服を着ている。
オペレーター
声：佐倉綾音
バトルライブG内の登場人物。主人公をサポートするオペレーター。地球連邦軍のピンクの制服を着ている。
イベントMC
声：中原麻衣
バトルライブGのイベントのMCの女性。髪型はツインテールで、連邦軍のアムロのパイロットスーツをアレンジしたヘソ出しコスチュームを着用している。
ガンプラバトル開発リーダー
声：加藤将之
ガンプラバトルシステムの開発リーダー。眼鏡をかけ、白衣を着ている。
ショップ店長
声：櫻井トオル
プレイヤーズショップの店長。ふくよかで体格で、連邦軍の水色の制服にバンダイホビープロショップのエプロンを着ている。

### 僚機プレイヤー
ナオキ００
声：松岡禎丞
一般参加枠で参加した高校生プレイヤー。「ストライクレッド改」などの新しめの作品の機体を使う。　
ソウゲツ・シンイチロウ
ジオンマニアで青い機体を好む。「プロトグフ」「ギラ・ドーガカスタム」などの機体を使う。
アカネ＠シンリュウカン
真龍館という道場で空手の修行を積んでいる女子大生モデラー兼ゲーマー。「アストレイクリムゾンフレーム」「バーニングゴッド」などの格闘系の機体を好む。
ＬＹＮＸ－ＨＭＴ
中学生ながら対戦ゲームを得意とするゲーマー。高機動型(High Mobility Type)の機体を好む。「アストレイダークフレームSR」「Z.S.F.」などの機体を使う。
ユーゴ・オカムラ
宇宙世紀もののガンダムマニアで、作中のセリフをよく引用する。「ガンダムMK-II」「ユニコーンガンダムカスタム」などの機体を使う。
フルアーマーダイテツ
重装甲の機体を好むセミプロモデラー。「ドムキャノン【烈震王】」「ネオヘビーアームズ【獄炎王】」などの機体を使用する。
ヤマモト★ルミカ
プラモやゲームの知識はあまりないが、かわいい機体が好きな半アイドル。「PINKY★FRAME」「NOBELL★GIRL」などピンク色にカラーリングした機体を使う。
あやこ（ＡＹＡＫＯＦｌｏｗ）
「メディックドム」「F・ナイチンゲール」などの機体色を白くしたヒーラー系の機体を使う。

## 登場ガンプラ
HG
1/144スケールのガンプラ。本作ではプレイヤーの使用する一般的なガンプラとして登場。敵として登場するガンプラもHGが最も多い。本作発売時点でHG化されていなかったモデルは旧キットの箱絵で登場する。また、シャンブロやアプサラスなどキット化されていない機体もボス敵として登場する。
MG
1/100スケールのガンプラ。本作では中ボスクラスの敵として登場。パーツを入手すればプレイヤーも使用可能。
PG
1/60スケールのガンプラ。本作では巨大ボスとして登場。
※がついているのはアップデートで登場する機体
機動戦士ガンダム
- RX-78-2 ガンダム
- RGM-79 ジム
- MS-06F ザクII
- MS-06S シャア専用ザクII
- MS-09 ドム

MSV
- RX-78-3 G-3ガンダム
- MS-06F ザクマインレイヤー
- MS-06FS ガルマ・ザビ専用ザクII FS型
- MS-06R-1A 高機動型ザクII
- MS-06R-2 ジョニー・ライデン専用ザクII

機動戦士Ζガンダム
- RX-178 ガンダムMk-II（ティターンズ仕様）
- RX-178 ガンダムMk-II（エゥーゴ仕様）
- MSN-00100 百式
- MSZ-006 Ζガンダム
- AMX-004 キュベレイ

機動戦士ガンダムΖΖ
- MSZ-010 ΖΖガンダム
- AMX-004-2 キュベレイMk-II

機動戦士ガンダム 逆襲のシャア
- RX-93 νガンダム
- MSN-04 サザビー
- AMS-119 ギラ・ドーガ
- AMS-119 ギラ・ドーガ（レズン専用機）

機動戦士ガンダム 逆襲のシャア ベルトーチカ・チルドレン
- RX-93ν-2 Hi-νガンダム

機動戦士ガンダム0080 ポケットの中の戦争
- RGM-79GS ジム・コマンド

機動戦士ガンダム0083 STARDUST MEMORY
- RGM-79N ジム・カスタム
- MS-06F/Trop ドム・トローペン
- MS-06F/Trop ドム・トローペン（サンドブラウン）

機動戦士クロスボーンガンダム
- XM-X クロスボーンガンダムX1（※）

機動武闘伝Gガンダム
- GF13-017JII ゴッドガンダム
- GF13-050NSW ノーベルガンダム
- GF13-001NHII マスターガンダム

新機動戦記ガンダムW　ENDLESS WALTZ
- XXXG-00W0 ウイングガンダムゼロ(EW)
- XXXG-01H2 ガンダムヘビーアームズ(EW)
- XXXG-01D2 ガンダムデスサイズヘル(EW)

機動新世紀ガンダムX
- GX-9900 ガンダムX（※）

∀ガンダム
- System-∀99 ∀ガンダム（※）

機動戦士ガンダムSEED
- GAT-X105 エールストライクガンダム
- GAT-X105 ソードストライクガンダム
- GAT-X105 ランチャーストライクガンダム
- ZGMF-X10A フリーダムガンダム

機動戦士ガンダムSEED-MSV
- MBF-02 ストライクルージュ＋I.W.S.P.

機動戦士ガンダムSEED ASTRAYシリーズ
- MBF-P02 アストレイレッドフレーム
- MBF-P02KAI アストレイレッドフレーム改
- MBF-P03 アストレイブルーフレーム
- MBF-P03R アストレイブルーフレームセカンドリバイ
- MBF-P04 アストレイグリーンフレーム

機動戦士ガンダムSEED DESTINY
- ZGMF-X20A ストライクフリーダムガンダム
- ZGMF-X42S デスティニーガンダム（※）

機動戦士ガンダム00
- GN-0000 ダブルオーガンダム
- GN-0000+GNR-010 ダブルオーライザー
- GNX-Y901TW スサノオ

機動戦士ガンダムUC
- RX-0 ユニコーンガンダム【ユニコーンモード】
- RX-0 ユニコーンガンダム【デストロイモード】
- RX-0 バンシィ【ユニコーンモード】
- RX-0 バンシィ【デストロイモード】
- MSN-06S シナンジュ
- AMX-009 ドライセン

ガンダムビルドファイターズ
- GAT-X105B/ST ビルドストライクガンダム（※）

## ゲームシステム
ミッションを受注し、そのミッションの目的をクリアしていく。ミッションはアクションゲームとなっており、ガンプラを操作して敵として登場するガンプラを倒す。倒した敵ガンプラからはパーツを入手できる。ダメージを受けるとパーツが外れることがある。アームが外れると攻撃や防御ができなくなったり、バックパックが外れるとブースト移動ができなくなったりする。外れたパーツはそのパーツの場所に移動するか、R1ボタンを押しっぱなしにすることで再び接続することができる。
ガンプラカスタマイズ
カスタマイズでは入手したアイテムを組み立て、自分のガンプラを強化することができる。ガンダムのボディにジムの頭を取り付けたり、百式のビームライフルを持たせたりと自由に組み合わせることができる。また、一部のパーツはスクラッチビルドで作成できる。例えばジムのランナーからガンタンクの頭部を作ったりできる。ただし、ビルダーのレベルが一定以上でないと作成できない。ビルダーとしてのレベルはパーツ作成を行うごとに上がる。
パーツはヘッド、アーム、レッグ、バックパック、シールド、近接武器、射撃武器に分かれている。さらにオプション兵装、EXアクション、モジュールをセットすることで特殊能力や特殊な技を使用することができるようになる。
ガンプラペイント
機体の性能には影響しないが、ガンプラのカラーリングも行える。ビルダーレベルの上昇に伴って、光沢処理や汚し処理（ウェザリング）なども行えるようになる。
プレイヤーズショップ
GPをガンプラやアイテムと交換できるショップ。不要なパーツやランナーをGPと交換することもできる。また、PlayStation Store経由でラックブースター（ミッション内でランナーの出現率が上がる消費アイテム）を購入することもできる。
マルチプレイ
インターネットに接続することで最大4人同時協力プレイすることが可能。また、Vita版はアドホックで4人同時プレイが可能。マルチプレイ時は味方が破壊されたとしても、その近くで□ボタンを押すことで復活させることが可能。また、マルチプレイ時はパーツが出やすくなるというメリットもある。なお、シングルプレイ時はNPCの僚機プレイヤーが登場する。

## 開発
本作のディレクターとなる福川大輔は、バンダイナムコゲームスの関係者から「新たな柱として『ガンダム』のゲームの企画を立案したい」と持ち掛けられたことが本作の開発のきっかけであり、福川は従来と違う方法で『ガンダム』と考えていたと電撃オンラインのてけおんとのインタビューで述べている。
ガンプラを題材とする本作の企画案が出されたことにより、スタッフの考えがまとまり、採用へ進んだ一方、ガンプラのどの部分をゲーム化するかという点においては意見が割れた。
福川は前述のインタビューの中でパーツの組み換え機能の開発は一番苦労したところであると同時に楽しいところであると振り返り、「パーツの組み換えや武器の選択が自由な点はもちろん大きな魅力だが、同じ機体でもスケールが異なるものが存在する点がガンプラにしかない要素だと思う。これにより、原作の設定とはまた違う強さを表現することができ、本作らしい世界観が出来上がったと思う」と本作の目玉について述べた。

## 主題歌
PS3版は当初はオープニングテーマはなかったが、PS Vita版の発売に合わせてアップデートされ、オープニングが追加された。
PS Vita版オープニングテーマ「INFINITY」
作詞・作曲・歌 - BACK-ON